# E (complexidade)
Na teoria da complexidade computacional, a Classe de complexidade E é o conjunto de problemas de decisão que podem ser resolvidos por uma máquina de Turing determinística em tempo 2O(n) e, portanto, é igual à classe de complexidade DTIME(2O(n)).
E, ao contrário da classe semelhante EXPTIME, não é fechada sob redução em tempo polinomial.